# Boston Society of Film Critics Awards 2010
La 31ª edizione dei Boston Society of Film Critics Awards si è svolta il 12 dicembre 2010.

## Premi

### Miglior film
- The Social Network, regia di David Fincher
  - 2º classificato: Toy Story 3 - La grande fuga (Toy Story 3), regia di Lee Unkrich

### Miglior attore
- Jesse Eisenberg - The Social Network
  - 2º classificato: Colin Firth - Il discorso del re (The King's Speech)

### Migliore attrice
- Natalie Portman - Il cigno nero (Black Swan)
  - 2º classificato: Annette Bening - I ragazzi stanno bene (The Kids Are All Right)

### Miglior attore non protagonista
- Christian Bale - The Fighter
  - 2º classificato: Andrew Garfield - The Social Network

### Migliore attrice non protagonista
- Juliette Lewis - Conviction
  - 2º classificato: Melissa Leo - The Fighter

### Miglior regista
- David Fincher - The Social Network
  - 2º classificato: Darren Aronofsky - Il cigno nero (Black Swan)

### Migliore sceneggiatura
- Aaron Sorkin - The Social Network
  - 2º classificato: Nicole Holofcener - Please Give

### Miglior fotografia
- Roger Deakins - Il Grinta (True Grit)
  - 2º classificato: Matthew Libatique - Il cigno nero (Black Swan)

### Miglior montaggio
- Andrew Weisblum - Il cigno nero (Black Swan)
  - 2º classificato: Lee Smith - Inception

### Migliori musiche
- Trent Reznor ed Atticus Ross - The Social Network
  - 2º classificato: Carter Burwell - Il Grinta (True Grit)

### Miglior documentario
- Marwencol, regia di Jeff Malmberg
  - 2º classificato: Inside Job, regia di Charles Ferguson

### Miglior film in lingua straniera
- Madre (마더), regia di Bong Joon-ho ·   Corea del Sud
  - 2º classificato: Io sono l'amore, regia di Luca Guadagnino  ·   Italia

### Miglior film d'animazione
- Toy Story 3 - La grande fuga (Toy Story 3), regia di Lee Unkrich
  - 2º classificato: L'illusionista (L'Illusionniste), regia di Sylvain Chomet

### Miglior regista esordiente
- Jeff Malmberg - Marwencol
  - 2º classificato: David Michôd - Animal Kingdom

### Miglior cast
- The Fighter
  - 2º classificato: I ragazzi stanno bene (The Kids Are All Right)